# Hieracium adenophlomoides
Hieracium adenophlomoides es una especie de planta con flor del género Hieracium, de la familia Asteraceae, orden Asterales.

## Distribución
Hieracium adenophlomoides se distribuye por España.

## Taxonomía
Fue descrita científicamente por Mateo. Fue publicada en Flora Montiber. 51: 33 (2012).